# Тетяна Паділья
Тетяна Ядіра Паділья Суарес (англ. Tatiana Yadira Padilla Suarez; нар. 19 грудня 1990, Азуса, Лос-Анджелес, Каліфорнія) —  американська борчиня вільного стилю, бронзова призерка чемпіонату світу, срібна призерка Кубку світу. 

## Життєпис
Боротьбою почала займатися з 1993 року. Член жіночої збірної США з 2007 року.
Виступала за борцівський клуб «Sunkist Kids». Тренер — Владислав Ізбойников.

## Спортивні результати на міжнародних змаганнях

### Виступи на Чемпіонатах світу
| Змагання                        | Збірна | Вагова категорія          | Місце  |
| ------------------------------- | ------ | ------------------------- | ------ |
| Чемпіонат світу з боротьби 2010 | США    | жіноча боротьба, до 55 кг | Бронза |

### Виступи на Кубках світу
| Змагання                    | Збірна | Вагова категорія          | Місце  |
| --------------------------- | ------ | ------------------------- | ------ |
| Кубок світу з боротьби 2010 | США    | жіноча боротьба, до 55 кг | Срібло |

### Виступи на інших змаганнях
| Змагання                                    | Збірна | Вагова категорія          | Місце  |
| ------------------------------------------- | ------ | ------------------------- | ------ |
| Klippan Lady Open 2010                      | США    | жіноча боротьба, до 55 кг | Золото |
| Золотий Гран-прі з боротьби 2010 (Кліппан ) | США    | жіноча боротьба, до 55 кг | Золото |

### Виступи на змаганнях молодших вікових груп
| Змагання                                      | Збірна | Вагова категорія          | Місце |
| --------------------------------------------- | ------ | ------------------------- | ----- |
| Чемпіонат світу з боротьби серед юніорів 2010 | США    | жіноча боротьба, до 59 кг | 10    |